# Rifargia xylinoides
Rifargia xylinoides är en fjärilsart som beskrevs av Walker 1862. Rifargia xylinoides ingår i släktet Rifargia och familjen tandspinnare. Inga underarter finns listade.